# Piotr Uspienski
Piotr Diemianowicz Uspienski (ros. Пётр Демьянович Успенский; ur. 4 marca 1878 w Moskwie zm. 2 października 1947 w Lyne Place, Surrey) – rosyjski filozof. Pozostawał pod wpływem filozofii Georgija Gurdżijewa.
Studiował matematykę, pracował jako dziennikarz. Interesował się ezoteryką, jogą i hinduizmem.
Autor wielu książek filozoficznych i ezoterycznych m.in.: Tertium organum, Czwarty wymiar i Fragmenty Nieznanego Nauczania.